# Trinity Church
Trinity Church (en français : « église de la Trinité ») est une église de confession épiscopalienne (Communion anglicane) située à l'intersection de Wall Street et de Broadway dans le sud de l'arrondissement de Manhattan, à New York.

## Histoire et construction
En 1696, le gouverneur de la ville, Benjamin Fletcher approuva l'acquisition d'un terrain par la communauté anglicane pour la construction d'une nouvelle église. Le 6 mai 1697, la charte fut établie par Guillaume III d'Angleterre. L'octroi du terrain spécifiait un petit loyer annuel qui était dû à la couronne d'Angleterre.
L'édifice est détruit durant le Grand Incendie de New York de 1776. L'actuelle Trinity Church est l'œuvre de l'architecte américain Richard Upjohn, qui l'a conçue dans un style néogothique. Elle fait partie des National Historic Landmark, par son architecture, mais aussi du fait de son rôle dans l'histoire de la ville de New York. Lors de la consécration de l'église le 1er mai 1846 (le jour de l'Ascension), sa flèche d'inspiration néogothique, surmontée par une croix dorée dominait le panorama urbain du sud de Manhattan. Trinity Church était ainsi un phare bienvenu pour les bateaux qui arrivaient dans le port de New York.
Malgré la construction de nombreux gratte-ciel autour de l'église, Trinity Church a conservé des valeurs spirituelles très importantes dans le cœur de Manhattan et sert toujours de lieu de culte et de méditation pour les chrétiens[style à revoir].

## Cimetière
Des personnalités de premier plan sont enterrées dans le cimetière qui entoure Trinity Church. On peut notamment citer le Père fondateur Alexander Hamilton ou Robert Fulton, l'inventeur du bateau à vapeur.

## Divers sur Trinity Church
- La chapelle Saint-Paul, qui est rattachée à la paroisse de Trinity Church est le plus ancien bâtiment de la ville de New York à encore être utilisé de manière continue.
- Lors de son inauguration en 1846, Trinity Church était le bâtiment le plus élevé de New York avec une hauteur de 86 mètres[4] jusqu'à la construction du New York World Building, qui atteignait 94 mètres en 1890.
- Le 9 juillet 1976, l'église a reçu la visite de la reine Élisabeth II.
- Le cimetière de Trinity Church reste le dernier cimetière encore utilisé dans Manhattan.
- Dans le film Benjamin Gates et le Trésor des Templiers de Jon Turteltaub (2004), le héros incarné par Nicolas Cage explore un réseau de salles sous l'église et finit par trouver le trésor des Templiers.

## Galerie

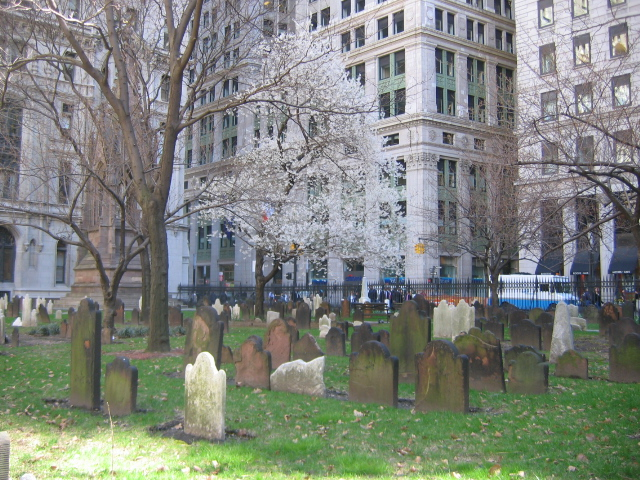
Le cimetière de Trinity Church, le dernier encore utilisé à Manhattan.
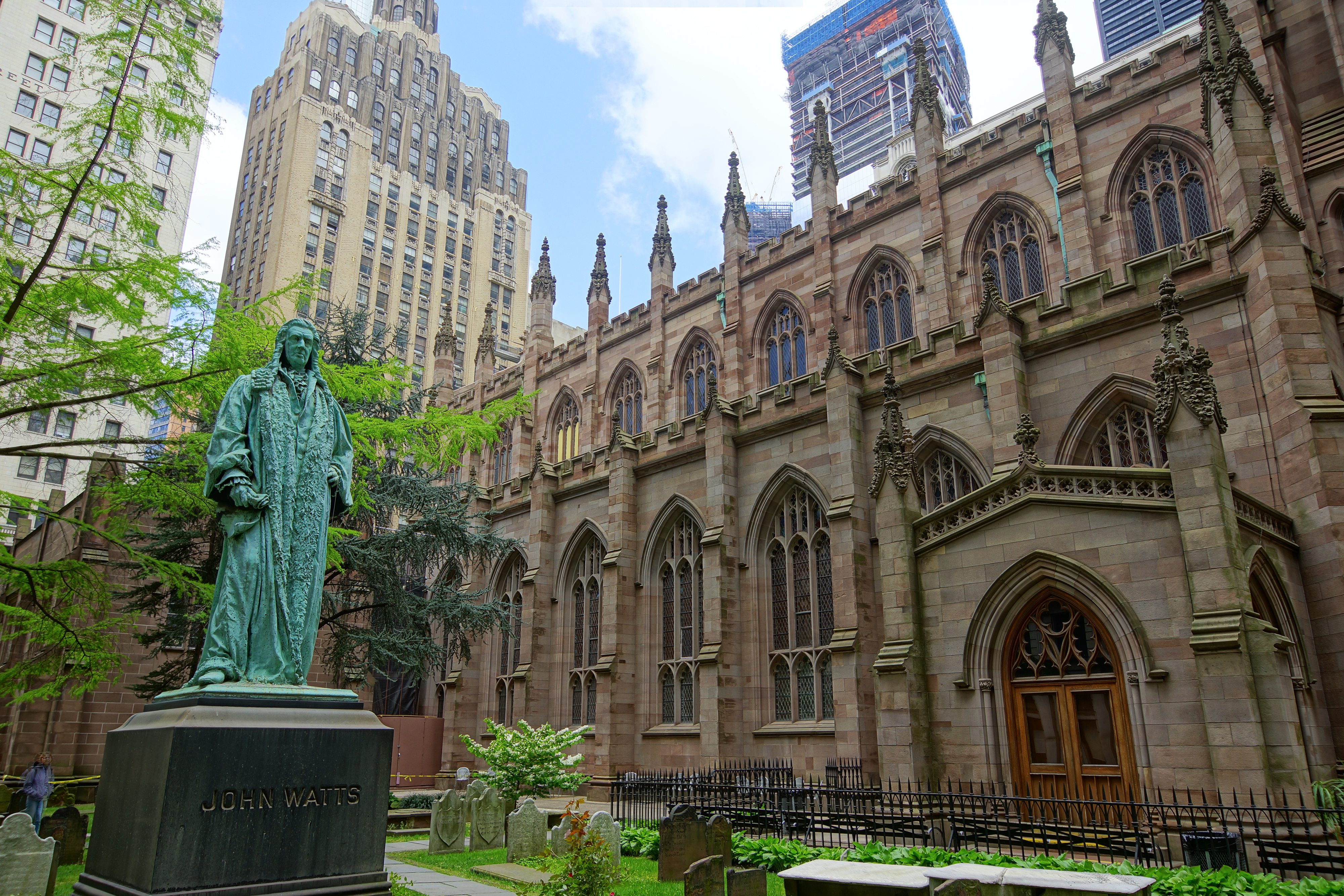
Jardins et statue de John Watts.